# Narycia marginepunctella
Narycia marginepunctella är en fjärilsart som beskrevs av Stephens 1829. Narycia marginepunctella ingår i släktet Narycia och familjen säckspinnare. Inga underarter finns listade i Catalogue of Life.